# إريك بران
إريك بران (بالإنجليزية: Erik Brann)‏ هو موسيقي وعازف قيثارة أمريكي، ولد في 11 أغسطس 1950 في بوسطن في الولايات المتحدة، وتوفي في 25 يوليو 2003 في لوس أنجلوس في الولايات المتحدة بسبب نوبة قلبية.

## روابط خارجية
- إريك بران على موقع IMDb (الإنجليزية)
- إريك بران على موقع ميوزك برينز (الإنجليزية)
- إريك بران على موقع ديسكوغز (الإنجليزية)